# Sollberg
Der Sollberg ist eine Erhebung am Rand des Ith und ein Naturschutzgebiet auf dieser Erhebung in der niedersächsischen Gemeinde Salzhemmendorf im Landkreis Hameln-Pyrmont.

## Naturschutzgebiet
Das Naturschutzgebiet mit dem Kennzeichen NSG HA 169 ist 13 Hektar groß. Es ist vollständig Bestandteil des FFH-Gebietes „Ith“. Südwestlich schließt sich das Naturschutzgebiet „Ith“ an. Das Gebiet steht seit dem 29. September 1994 unter Naturschutz. Zuständige untere Naturschutzbehörde ist der Landkreis Hameln-Pyrmont.
Das Naturschutzgebiet liegt südöstlich von Wallensen innerhalb des Naturparks Weserbergland Schaumburg-Hameln am östlichen Hangfuß des Ith. Es stellt einen Halbtrockenrasen mit Trockengebüschen auf dem langgestreckten Kalkrücken des Sollberges mit angrenzendem Grünland unter Schutz. Die Halbtrockenrasen sind Reste früherer Bewirtschaftung auf dem flachgründig anstehenden Kalkverwitterungsgestein. Im Westen des Naturschutzgebietes schließen sich verlandende Teiche, im Osten ein Bachlauf mit Auwaldresten und kleine Fischteiche an die Halbtrockenrasen an.
Zum Erhalt des Halbtrockenrasens werden Pflegemaßnahmen (Mahd und extensive Beweidung) durchgeführt.
Das Naturschutzgebiet ist nahezu vollständig mit landwirtschaftlichen Nutzflächen umgeben.